# هاليسين
هاليسين (SU-3327) هو مركب كيميائي يعمل كمثبط للإنزيم c-Jun-N-termanase kinase (JNK). في الأصل ، تم البحث في علاج مرض السكري ، ولكن لم يستمر تطوير هذا الاستخدام بسبب سوء نتائج الاختبارات السريرية.
وفي وقت لاحق ، تم التعرف على الهاليسين من قبل الباحثين في مجال الذكاء الاصطناعي في عيادة (MIT Jameel Clinic) في عام 2019 باستخدام منهج (in silico deep learning) ، كمضاد حيوي واسع الطيف. وقد تم التحقق من هذا الاحتمال في اختبار زراعة الخلايا في المختبر، ثم تلاها اختبارات في اجسام حية على الفئران. وأظهرت الاختبارات نتائج إيجابية ضد السللات البكتيرية المقاومة للعقاقير من مطثية عسيرة ، و راكدة بومانية ، و متفطرة سلية ، مع آلية غير عادية من الإجراءات التي تنطوي على عزل الحديد داخل الخلايا البكتيرية ، مما يتداخل مع قدرتها على تنظيم توازن الأس الهيدروجيني عبر غشاء الخلية بشكل صحيح. بما أن تأثير الهالسين مختلفة عن معظم المضادات الحيوية ، فقد احتفظ الهاليسين بمقاومته النشطة ضد السلالات البكتيرية المقاومة للعديد من الأدوية شائعة الاستخدام.
تشير الدراسات الأولية إلى أن الهاليسين يقتل البكتيريا عن طريق تعطيل قدرتها على الحفاظ على تدرج كهروكيميائي عبر أغشية الخلايا. إن هذا التدرج ضروري ، من بين وظائف أخرى ، لإنتاج ATP (الجزيئات التي تستخدمها الخلايا لتخزين الطاقة) ، لذا فإذا انهارهذا التدرج ، تموت الخلايا كنتيجة لذلك، وهذا النوع من آلية القتل يمكن أن يكون من الصعب على البكتيريا تطوير مقاومة له.

## روابط خارجية
- تعلم الآلة للمضادات الحيوية